# 흐느끼는 백조
흐느끼는 백조는 1968년 공개된 대한민국의 영화이다.

## 배역
- 윤정희
- 신성일
- 손방원
- 주증녀
- 정민
- 이해룡
- 권오상
- 윤신옥
- 김신명
- 윤란성
- 김옥주
- 손창수